# Бернос-Болак
Берно́с-Бола́к (фр. Bernos-Beaulac) — коммуна во Франции, находится в регионе Новая Аквитания. Департамент коммуны — Жиронда. Входит в состав кантона Базас. Округ коммуны — Лангон.
Код INSEE коммуны 33046.
Коммуна расположена приблизительно в 540 км к югу от Парижа, в 60 км юго-восточнее Бордо.
Бернос-Болак была образована в 1979 году путём объединения коммун Бернос и Болак.

## Население
Население коммуны на 2008 год составляло 1115 человек.
| 1962 | 1968 | 1975 | 1982 | 1990 | 1999 | 2008 |
| ---- | ---- | ---- | ---- | ---- | ---- | ---- |
| 1039 | 1050 | 1023 | 939  | 1020 | 1071 | 1115 |

## Экономика
В 2007 году среди 656 человек в трудоспособном возрасте (15-64 лет) 501 были экономически активными, 155 — неактивными (показатель активности — 76,4 %, в 1999 году было 69,1 %). Из 501 активных работали 444 человека (252 мужчины и 192 женщины), безработных было 57 (16 мужчин и 41 женщина). Среди 155 неактивных 38 человек были учениками или студентами, 58 — пенсионерами, 59 были неактивными по другим причинам.

## Достопримечательности
- Церковь Нотр-Дам. Расположена в деревне Бернос рядом с мэрией. Построена около X века, имеет неф в готическом стиле XV века и две колокольни XVI века. Исторический памятник с 1925 года[3].

## Города-побратимы
- Уэрканос (Испания, с 1992)

## Интересные факты
- 16 июня 1968 года в Берносе во время мормонской миссионерской миссии в автомобильной аварии пострадал Митт Ромни. На месте происшествия его сначала объявили погибшим, хотя у него была только сломана рука. Его пассажирка, Леола Андерсон, погибла в аварии[4].

## Фотогалерея

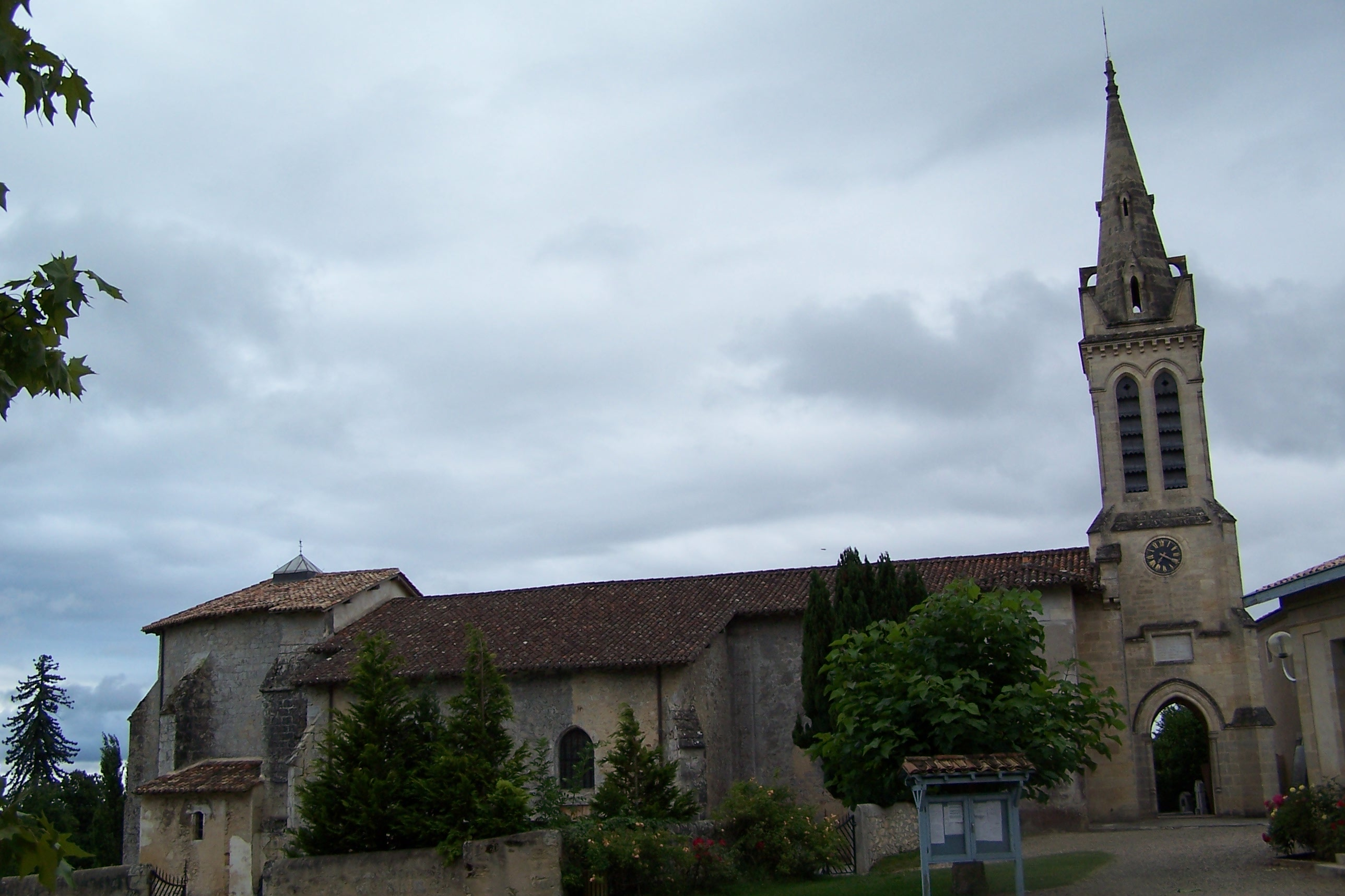
Церковь Нотр-Дам
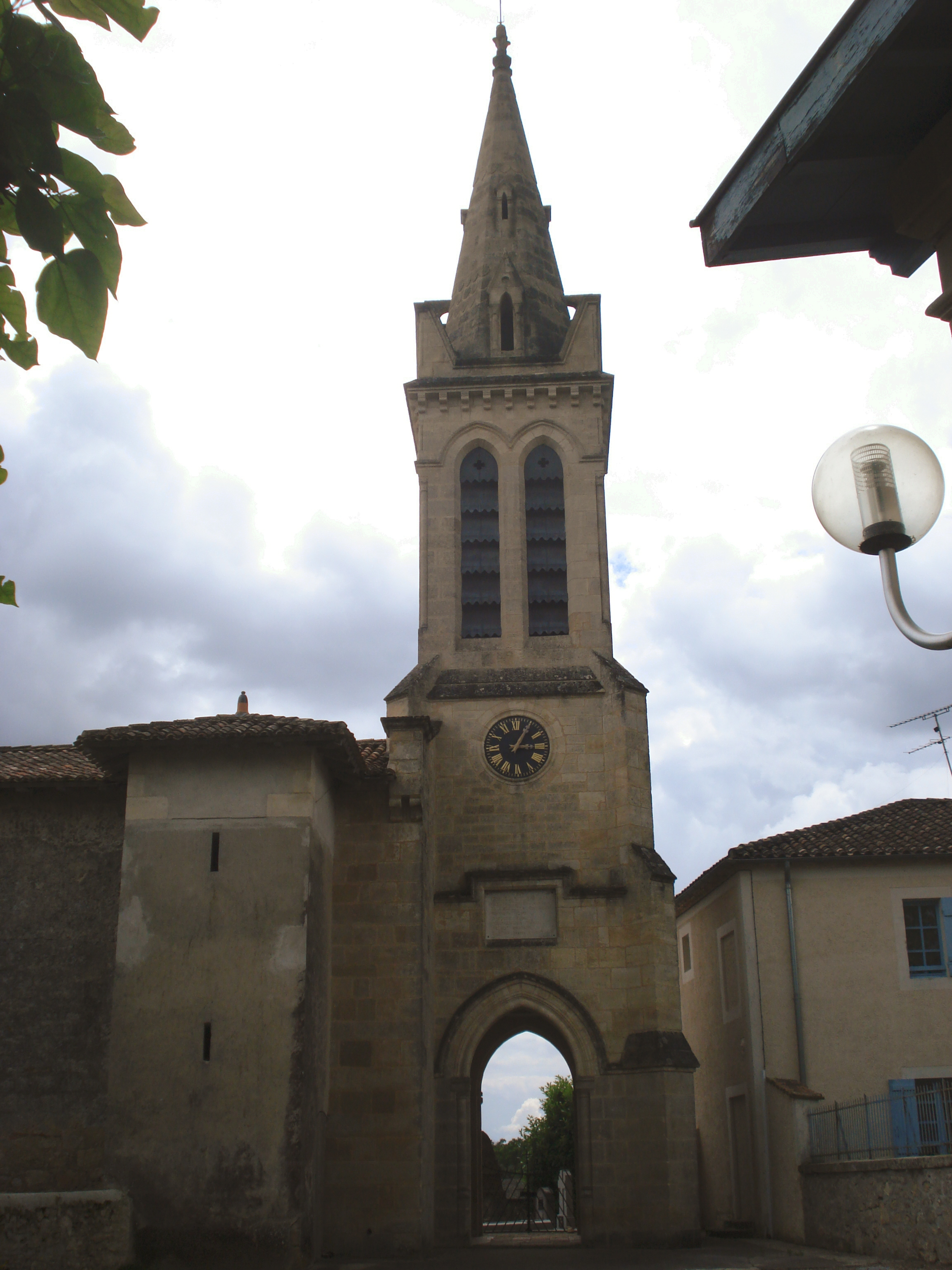
Колокольня церкви
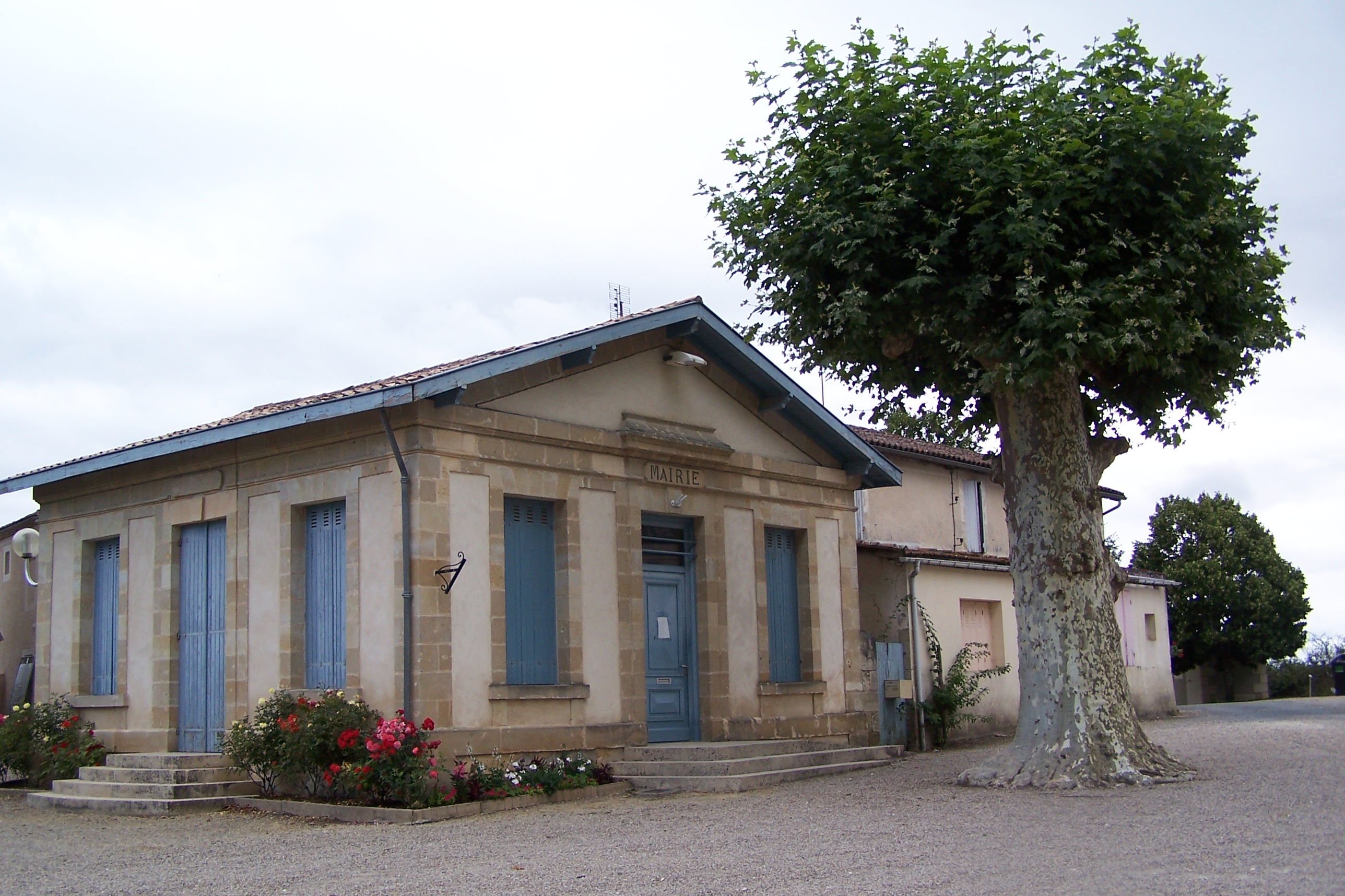
Мэрия
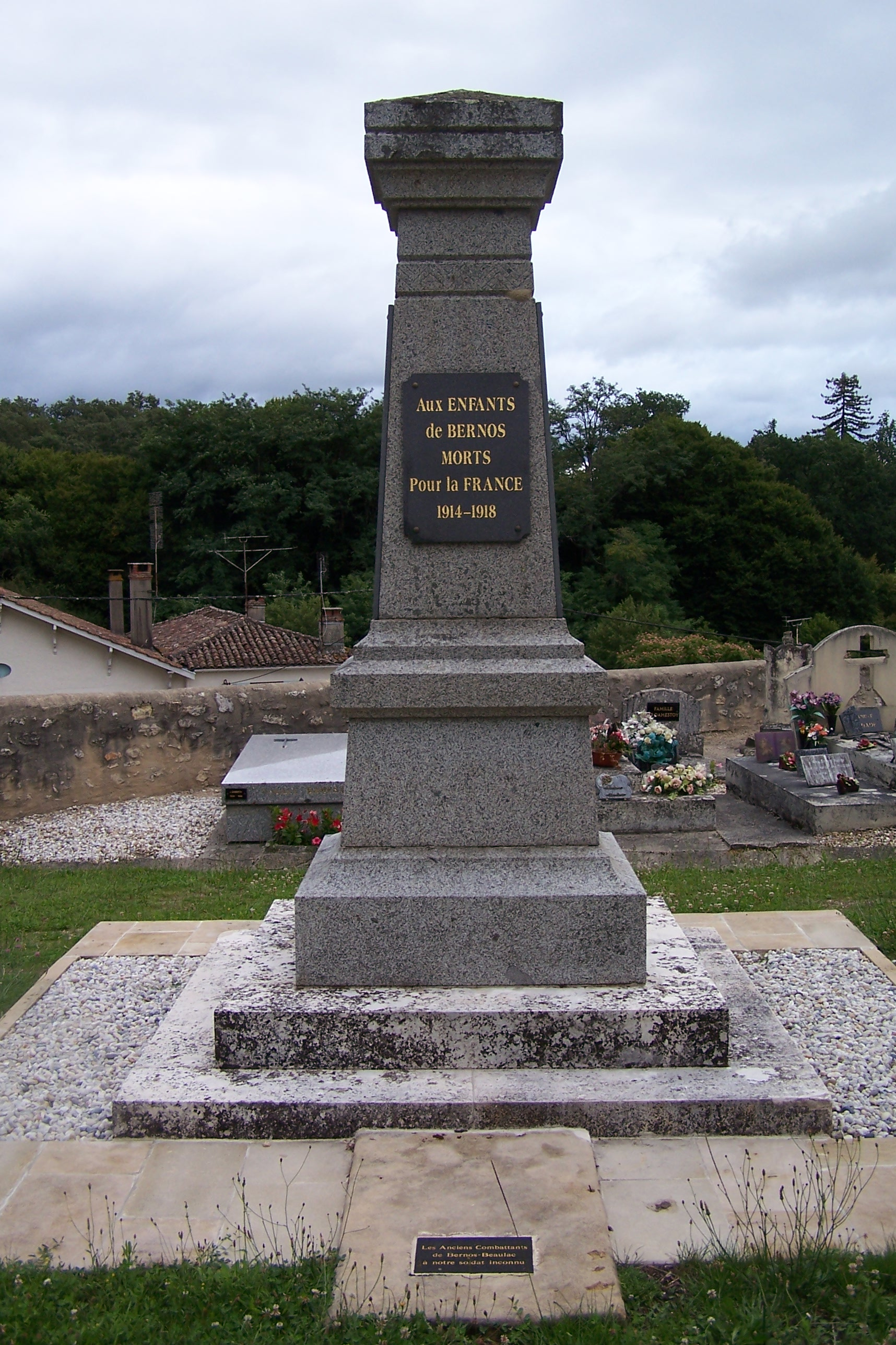
Памятник жителям, погибшим в Первой мировой войне